# 12 Horas de Sebring

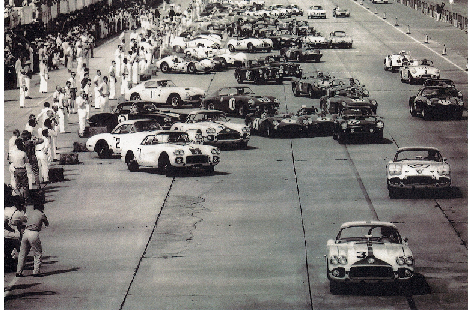
12 Horas de Sebring em 1960

As 12 Horas de Sebring é uma corrida de resistência de carros esportivos e de turismo que ocorre na Sebring International Raceway, na Florida (EUA) desde 1952. É uma das corridas mais importantes deste gênero na América, junto com 24 Horas de Daytona e Mil Milhas Brasil. Antigamente era parte do calendário Campeonato Mundial de Resistência(1953-1972 e 1981) e o IMSA GT Championship (em 1973 e 1975-1998).
De 1999 a 2013, foi a corrida principal da American Le Mans Series. Ele também foi ocorrida para o European Le Mans Series em 2001, e em 2011 foi válido para o Intercontinental Le Mans Cup. Em 2012 ele foi novamente válida para o Campeonato Mundial de Endurance da FIA.
A partir de 2014, a corrida é a data de validade do United SportsCar Championship.
Entre os vencedores desta corrida são pilotos do calibre de Stirling Moss, Juan Manuel Fangio, Jacky Ickx e Mario Andretti. Audi obteve o maior número de vitórias ao longo dos anos 2000, sendo terminada pela Porsche na edição de 2008.

## Vencedores
| Ano                     | Pilotos                                                 | Equipa                                       | Carro                                        | Pneus                                        | Distância                                                                              | Campeonato                                                                                  |
| Com 3.3 milhas/5.31 km  | Com 3.3 milhas/5.31 km                                  | Com 3.3 milhas/5.31 km                       | Com 3.3 milhas/5.31 km                       | Com 3.3 milhas/5.31 km                       | Com 3.3 milhas/5.31 km                                                                 | Com 3.3 milhas/5.31 km                                                                      |
| ----------------------- | ------------------------------------------------------- | -------------------------------------------- | -------------------------------------------- | -------------------------------------------- | -------------------------------------------------------------------------------------- | ------------------------------------------------------------------------------------------- |
| 1950 D                  | Fritz Koster Ralph Deshon                               | Victor Sharpe/Tommy Cole                     | Crosley HotShot                              |                                              | 613,84 km (381,42 mi) (Sam Collier Memorial Sebring Grand Prix of Endurance Six Hours) | Sem campeonato                                                                              |
| 1951                    | Não foi disputada                                       | Não foi disputada                            | Não foi disputada                            | Não foi disputada                            | Não foi disputada                                                                      | Não foi disputada                                                                           |
| Com 5.382 milhas/8.6 km |                                                         |                                              |                                              |                                              |                                                                                        |                                                                                             |
| 1952                    | Harry Gray Larry Kulok                                  | Stuart Donaldson                             | Frazer-Nash Le Mans Replica                  | D                                            | 1 213,445 km (754,000 mi)                                                              | American Automobile Association                                                             |
| 1953                    | Phil Walters John Fitch                                 | Briggs Cunningham                            | Cunningham C4R-Chrysler                      | F                                            | 1 447,766 km (899,600 mi)                                                              | World Sportscar Championship                                                                |
| 1954                    | Bill Lloyd Stirling Moss                                | Briggs Cunningham                            | O.S.C.A. MT4                                 | P                                            | 1 405,923 km (873,600 mi)                                                              | World Sportscar Championship                                                                |
| 1955                    | Mike Hawthorn Phil Walters                              | Briggs Cunningham                            | Jaguar D-Type                                | D                                            | 1 523,083 km (946,400 mi)                                                              | World Sportscar Championship                                                                |
| 1956                    | Eugenio Castellotti Juan Manuel Fangio                  | Scuderia Ferrari                             | Ferrari 860 Monza                            | E                                            | 1 623,506 km (1 008,800 mi)                                                            | World Sportscar Championship                                                                |
| 1957                    | Juan Manuel Fangio Jean Behra                           | Maserati                                     | Maserati 450S                                | P                                            | 1 648,612 km (1 024,400 mi)                                                            | World Sportscar Championship                                                                |
| 1958                    | Peter Collins Phil Hill                                 | Scuderia Ferrari                             | Ferrari 250 TR 58                            | E                                            | 1 673,718 km (1 040,000 mi)                                                            | World Sportscar Championship                                                                |
| 1959                    | Phil Hill Dan Gurney Chuck Daigh Olivier Gendebien      | Scuderia Ferrari                             | Ferrari 250 TR 59                            | E                                            | 1 573,295 km (977,600 mi)                                                              | World Sportscar Championship                                                                |
| 1960                    | Olivier Gendebien Hans Herrmann                         | Joakim Bonnier                               | Porsche RS-60                                | D                                            | 1 640,243 km (1 019,200 mi)                                                            | World Sportscar Championship                                                                |
| 1961                    | Phil Hill Olivier Gendebien                             | SpA Ferrari SEFAC                            | Ferrari 250 TRI/61                           | D                                            | 1 740,666 km (1 081,600 mi)                                                            | World Sportscar Championship                                                                |
| 1962                    | Lucien Bianchi Joakim Bonnier                           | Scuderia SSS Republica di Venezia            | Ferrari 250 TRI/61 (2)                       | D                                            | 1 723,929 km (1 071,200 mi)                                                            | Campeonato Mundial de Resistência                                                           |
| 1963                    | John Surtees Ludovico Scarfiotti                        | SpA Ferrari SEFAC                            | Ferrari 250P                                 | D                                            | 1 749,035 km (1 086,800 mi)                                                            | Campeonato Mundial de Resistência                                                           |
| 1964                    | Mike Parkes Umberto Maglioli                            | SpA Ferrari SEFAC                            | Ferrari 275P                                 | D                                            | 1 790,878 km (1 112,800 mi)                                                            | Campeonato Mundial de Resistência                                                           |
| 1965                    | Jim Hall Hap Sharp                                      | Chaparral Cars Inc.                          | Chaparral 2-Chevrolet                        | F                                            | 1 640,243 km (1 019,200 mi)                                                            | Campeonato Mundial de Resistência                                                           |
| 1966                    | Lloyd Ruby Ken Miles                                    | Shelby American Inc.                         | Ford GT40 X-1 Roadster                       | G                                            | 1 908,038 km (1 185,600 mi)                                                            | Campeonato Mundial de Resistência                                                           |
| Com 5.4 milhas/8.66 km  |                                                         |                                              |                                              |                                              |                                                                                        |                                                                                             |
| 1967                    | Bruce McLaren Mario Andretti                            | Ford Motor Company                           | Ford GT40 MkIV                               | F                                            | 1 991,724 km (1 237,600 mi)                                                            | International Championship for Sports-Prototypes International Championship for Sports Cars |
| 1968                    | Jo Siffert Hans Herrmann                                | Porsche Automobile Company                   | Porsche 907                                  | D                                            | 1 983,356 km (1 232,400 mi)                                                            | World Sportscar Championship                                                                |
| 1969                    | Jacky Ickx Jackie Oliver                                | J.W. Automotive Engineering                  | Ford GT40 MkI                                | F                                            | 2 000,093 km (1 242,800 mi)                                                            | World Sportscar Championship                                                                |
| 1970                    | Ignazio Giunti Nino Vaccarella Mario Andretti           | SpA Ferrari SEFAC                            | Ferrari 512S                                 | F                                            | 2 075,410 km (1 289,600 mi)                                                            | World Sportscar Championship                                                                |
| 1971                    | Vic Elford Gérard Larrousse                             | Martini Racing                               | Porsche 917K                                 | F                                            | 2 175,833 km (1 352,000 mi)                                                            | World Sportscar Championship                                                                |
| 1972                    | Jacky Ickx Mario Andretti                               | SpA Ferrari SEFAC(5)                         | Ferrari 312PB                                | F                                            | 2 167,465 km (1 346,800 mi)                                                            | World Sportscar Championship                                                                |
| 1973                    | Hurley Haywood Peter Gregg Dave Helmick                 | Dave Helmick                                 | Porsche Carrera RSR                          | G                                            | 1 891,301 km (1 175,200 mi)                                                            | IMSA GT Championship                                                                        |
| 1974                    | Não houve disputa devido à crise do petróleo            | Não houve disputa devido à crise do petróleo | Não houve disputa devido à crise do petróleo | Não houve disputa devido à crise do petróleo | Não houve disputa devido à crise do petróleo                                           | Não houve disputa devido à crise do petróleo                                                |
| 1975                    | Hans-Joachim Stuck Brian Redman Allan Moffat Sam Posey  | BMW Motorsport                               | BMW 3.0 CSL                                  | D                                            | 1 991,724 km (1 237,600 mi)                                                            | IMSA GT Championship                                                                        |
| 1976                    | Al Holbert Mike Keyser                                  | Holbert Porsche-Audi                         | Porsche Carrera RSR                          | G                                            | 1 924,775 km (1 196,000 mi)                                                            | IMSA GT Championship                                                                        |
| 1977                    | George Dyer Brad Frisselle                              | George Dyer                                  | Porsche Carrera RSR (3)                      | G                                            | 1 958,450 km (1 216,924 mi)                                                            | IMSA GT Championship                                                                        |
| 1978                    | Brian Redman Charles Mendez Bob Garretson               | Dick Barbour Racing                          | Porsche 935                                  | G                                            | 2 008,461 km (1 248,000 mi)                                                            | IMSA GT Championship                                                                        |
| 1979                    | Bob Akin Rob McFarlin Roy Woods                         | Dick Barbour Racing                          | Porsche 935 (2)                              | G                                            | 2 000,093 km (1 242,800 mi)                                                            | IMSA GT Championship                                                                        |
| 1980                    | John Fitzpatrick Dick Barbour                           | Dick Barbour Racing (3)                      | Porsche 935 K3                               | G                                            | 2 117,253 km (1 315,600 mi)                                                            | IMSA GT Championship                                                                        |
| 1981                    | Bruce Leven Hurley Haywood Al Holbert                   | Bayside Disposal Racing                      | Porsche 935/80                               | G                                            | 2 050,304 km (1 274,000 mi)                                                            | IMSA GT Championship World Endurance Championship                                           |
| 1982                    | John Paul, Sr. John Paul, Jr.                           | JLP Racing                                   | Porsche 935 JLP-3                            | G                                            | 2 041,936 km (1 268,800 mi)                                                            | IMSA GT Championship                                                                        |
| Com 4.7 milhas/7.52 km  |                                                         |                                              |                                              |                                              |                                                                                        |                                                                                             |
| 1983                    | Wayne Baker Jim Mullen Kees Nierop                      | Personalized Autohaus                        | Porsche 934A                                 | F                                            | 1 765,853 km (1 097,250 mi)                                                            | IMSA GT Championship                                                                        |
| 1984                    | Mauricio de Narvaez Hans Heyer Stefan Johansson         | De Narvaez Enterprises                       | Porsche 935J                                 | G                                            | 2 057,031 km (1 278,180 mi)                                                            | IMSA GT Championship                                                                        |
| 1985                    | Bob Wollek A. J. Foyt                                   | Preston Henn                                 | Porsche 962                                  | G                                            | 2 197,817 km (1 365,660 mi)                                                            | IMSA GT Championship                                                                        |
| 1986                    | Bob Akin Hans-Joachim Stuck Jo Gartner                  | Bob Akin Motor Racing                        | Porsche 962                                  | Y                                            | 2 244,745 km (1 394,820 mi)                                                            | IMSA GT Championship                                                                        |
| Com 4.2 milhas/6.85 km  |                                                         |                                              |                                              |                                              |                                                                                        |                                                                                             |
| 1987                    | Bobby Rahal Jochen Mass                                 | Bayside Disposal Racing                      | Porsche 962                                  | G                                            | 1 971,092 km (1 224,780 mi)                                                            | IMSA GT Championship                                                                        |
| 1988                    | Klaus Ludwig Hans-Joachim Stuck                         | Bayside Disposal Racing                      | Porsche 962 (4)                              | G                                            | 2 103,380 km (1 306,980 mi)                                                            | IMSA GT Championship                                                                        |
| 1989                    | Geoff Brabham Arie Luyendyk Chip Robinson               | Electramotive Engineering                    | Nissan GTP ZX-Turbo                          | G                                            | 2 182,753 km (1 356,300 mi)                                                            | IMSA GT Championship                                                                        |
| 1990                    | Bob Earl Derek Daly                                     | Nissan Performance Technology                | Nissan GTP ZX-Turbo (2)                      | G                                            | 1 990,936 km (1 237,110 mi)                                                            | IMSA GT Championship                                                                        |
| Com 3.72 milhas/5.99 km |                                                         |                                              |                                              |                                              |                                                                                        |                                                                                             |
| 1991                    | Derek Daly Geoff Brabham Gary Brabham                   | Nissan Performance Technology                | Nissan NPT-90                                | G                                            | 1 774,463 km (1 102,600 mi)                                                            | IMSA GT Championship                                                                        |
| 1992                    | Juan Manuel Fangio II Andy Wallace                      | All American Racers                          | Eagle MkIII-Toyota                           | G                                            | 2 143,646 km (1 332,000 mi)                                                            | IMSA GT Championship                                                                        |
| 1993                    | Juan Manuel Fangio II Andy Wallace                      | All American Racers                          | Eagle MkIII-Toyota                           | G                                            | 1 369,552 km (851,000 mi)B                                                             | IMSA GT Championship                                                                        |
| 1994                    | Steve Millen Johnny O'Connell John Morton               | Clayton Cunningham Racing                    | Nissan 300ZX                                 | Y                                            | 1 947,145 km (1 209,900 mi)                                                            | IMSA Exxon World Sportscar Championship                                                     |
| 1995                    | Andy Evans Fermín Vélez Eric van de Poele               | Scandia Motorsports                          | Ferrari 333 SP                               | P                                            | 1 548,189 km (962,000 mi)B                                                             | IMSA Exxon World Sportscar Championship                                                     |
| 1996                    | Wayne Taylor Jim Pace Scott Sharp                       | Doyle Racing                                 | Riley & Scott Mk III-Oldsmobile              | P                                            | 1 935,075 km (1 202,400 mi)                                                            | IMSA Exxon World Sportscar Championship                                                     |
| 1997                    | Andy Evans Fermín Vélez Yannick Dalmas Stefan Johansson | Team Scandia                                 | Ferrari 333 SP                               | G                                            | 1 628,012 km (1 011,600 mi)B                                                           | Professional Sports Car Exxon World Sportscar Championship                                  |
| 1998                    | Didier Theys Gianpiero Moretti Mauro Baldi              | MOMO Doran Racing                            | Ferrari 333 SP (3)                           | Y                                            | 1 925,178 km (1 196,250 mi)                                                            | Professional Sportscar Exxon World Sportscar Championship                                   |
| Com 3.74 milhas/6.02 km |                                                         |                                              |                                              |                                              |                                                                                        |                                                                                             |
| 1999                    | Tom Kristensen JJ Lehto Jörg Müller                     | BMW Motorsport                               | BMW V12 LMR                                  | M                                            | 1 863,781 km (1 158,100 mi)                                                            | American Le Mans Series                                                                     |
| 2000                    | Frank Biela Tom Kristensen Emanuele Pirro               | Audi Sport North America                     | Audi R8                                      | M                                            | 2 143,646 km (1 332,000 mi)                                                            | American Le Mans Series                                                                     |
| 2001                    | Rinaldo Capello Michele Alboreto Laurent Aïello         | Audi Sport North America                     | Audi R8                                      | M                                            | 2 203,192 km (1 369,000 mi)                                                            | American Le Mans Series European Le Mans Series                                             |
| 2002                    | Rinaldo Capello Christian Pescatori Johnny Herbert      | Audi Sport North America(3)                  | Audi R8                                      | M                                            | 2 060,282 km (1 280,200 mi)                                                            | American Le Mans Series                                                                     |
| 2003                    | Philipp Peter Frank Biela Marco Werner                  | Infineon Team Joest                          | Audi R8                                      | M                                            | 2 185,328 km (1 357,900 mi)                                                            | American Le Mans Series                                                                     |
| 2004                    | Allan McNish Frank Biela Pierre Kaffer                  | Audi Sport UK Team Veloqx                    | Audi R8                                      | M                                            | 2 084,101 km (1 295,000 mi)                                                            | American Le Mans Series                                                                     |
| 2005                    | Marco Werner JJ Lehto Tom Kristensen                    | ADT Champion Racing                          | Audi R8 (6)                                  | M                                            | 2 149,601 km (1 335,700 mi)                                                            | American Le Mans Series                                                                     |
| 2006                    | Tom Kristensen Allan McNish Rinaldo Capello             | Audi Sport North America                     | Audi R10 TDI (motor Diesel)                  | M                                            | 2 078,145 km (1 291,299 mi)                                                            | American Le Mans Series                                                                     |
| 2007                    | Emanuele Pirro Frank Biela Marco Werner                 | Audi Sport North America                     | Audi R10 TDI (motor Diesel) (2)              | M                                            | 2 165,8 km (1 345,8 mi)                                                                | American Le Mans Series                                                                     |
| 2008                    | Timo Bernhard Romain Dumas Emmanuel Collard             | Penske Racing                                | Porsche RS Spyder                            | M                                            | 2 088,45 km (1 297,70 mi)                                                              | American Le Mans Series                                                                     |
| 2009                    | Tom Kristensen Rinaldo Capello Allan McNish             | Audi Sport Team Joest                        | Audi R15 TDI (motor Diesel)                  | M                                            | 2 278,85 km (1 416,01 mi)C                                                             | American Le Mans Series                                                                     |
| 2010                    | Anthony Davidson Marc Gené Alexander Wurz               | Team Peugeot Total                           | Peugeot 908 HDi FAP (motor Diesel)           | M                                            | 2 185,328 km (1 357,900 mi)                                                            | American Le Mans Series                                                                     |
| 2011                    | Loïc Duval Nicolas Lapierre Olivier Panis               | Team Oreca Matmut                            | Peugeot 908 HDi FAP (motor Diesel) (2)       | M                                            | 1 975,4 km (1 227,5 mi)                                                                | American Le Mans Series Intercontinental Le Mans Cup                                        |
| 2012                    | Tom Kristensen Rinaldo Capello Allan McNish             | Audi Sport Team Joest                        | Audi R18 TDI (motor Diesel)                  | M                                            | 1 933,8 km (1 201,6 mi)                                                                | Campeonato Mundial de Endurance da FIA American Le Mans Series                              |
| 2013                    | Oliver Jarvis Marcel Fässler Benoît Tréluyer            | Audi Sport Team Joest(3)                     | Audi R18 e-tron quattro (hybrid diesel)      | M (15)                                       | 2 191,3 km (1 361,6 mi)                                                                | American Le Mans Series                                                                     |
| 2014                    | Marino Franchitti Scott Pruett Memo Rojas               | Ganassi Racing                               | Riley Mk XXVI-Ford Ecoboost                  | C                                            | 1 751,1 km (1 088,1 mi)                                                                | IMSA SportsCar Championship                                                                 |
| 2015                    | Christian Fittipaldi Sébastien Bourdais João Barbosa    | Action Express Racing                        | Coyote-Corvette DP                           | C                                            | 2 046,4 km (1 271,6 mi)                                                                | IMSA SportsCar Championship                                                                 |
| 2016                    | Scott Sharp Ed Brown Johannes van Overbeek Pipo Derani  | Tequila Patrón ESM                           | Ligier JS P2-Honda                           | C                                            | 1 432,51 km (890,12 mi)B                                                               | IMSA SportsCar Championship                                                                 |
| 2017                    | Ricky Taylor Jordan Taylor Alex Lynn                    | Wayne Taylor Racing                          | Cadillac DPi.V-R                             | C                                            | 2 094,59 km (1 301,52 mi)                                                              | IMSA SportsCar Championship                                                                 |
| 2018                    | Johannes van Overbeek Nicolas Lapierre Pipo Derani      | Tequila Patrón ESM                           | Nissan DPi                                   | C                                            | 2 070,88 km (1 286,79 mi)                                                              | IMSA SportsCar Championship                                                                 |
| 2019                    | Felipe Nasr Pipo Derani Eric Curran                     | Whelen Engineering Racing                    | Cadillac DPi.V-R                             | M                                            | 2 094,96 km (1 301,75 mi)                                                              | IMSA SportsCar Championship                                                                 |
| 2020                    | Jonathan Bomarito Ryan Hunter-Reay Harry Tincknell      | Mazda Motorsports                            | Mazda RT24-P                                 | M                                            | 2 094,96 km (1 301,75 mi)                                                              | IMSA SportsCar Championship                                                                 |
| 2021                    | Sébastien Bourdais Loïc Duval Tristan Vautier           | JDC-Mustang Sampling Racing                  | Cadillac DPi.V-R                             | M                                            | 2 100,98 km (1 305,49 mi)                                                              | IMSA SportsCar Championship                                                                 |
| 2022                    | Earl Bamber Neel Jani Alex Lynn                         | Cadillac Racing                              | Cadillac DPi-V.R                             | M                                            | 2 113,02 km (1 312,97 mi)                                                              | IMSA SportsCar Championship                                                                 |
| 2023                    | Jack Aitken Pipo Derani Alexander Sims                  | Whelen Engineering Racing                    | Cadillac V-Series.R                          | M                                            | 1 938,62 km (1 204,60 mi)                                                              | IMSA SportsCar Championship                                                                 |
| 2024                    | Louis Delétraz Jordan Taylor Colton Herta               | Wayne Taylor Racing with Andretti            | Acura ARX-06                                 | M                                            | 2 004,33 km (1 245,43 mi)                                                              | IMSA SportsCar Championship                                                                 |
| 2025                    | Felipe Nasr Nick Tandy Laurens Vanthoor                 | Porsche Penske Motorsport                    | Porsche 963                                  | M                                            | 2 124,70 km (1 320,23 mi)                                                              | IMSA SportsCar Championship                                                                 |

## Recordes

### Vitórias por piloto
| Posição | Piloto             | Vitórias | Ano                                |
| ------- | ------------------ | -------- | ---------------------------------- |
| 1       | Tom Kristensen     | 6        | 1999, 2000, 2005, 2006, 2009, 2012 |
| 2       | Rinaldo Capello    | 5        | 2001, 2002, 2006, 2009, 2012       |
| 3       | Frank Biela        | 4        | 2000, 2003, 2004, 2007             |
| 3       | Allan McNish       | 4        | 2004, 2006, 2009, 2012             |
| 3       | Pipo Derani        | 4        | 2016, 2018, 2019, 2023             |
| 5       | Phil Hill          | 3        | 1958, 1959, 1961                   |
| 5       | Olivier Gendebien  | 3        | 1959, 1960, 1961                   |
| 5       | Mario Andretti     | 3        | 1967, 1970, 1972                   |
| 5       | Hans-Joachim Stuck | 3        | 1975, 1986, 1988                   |
| 5       | Marco Werner       | 3        | 2003, 2005, 2007                   |

### Vitórias por construtor
| Posição | Construtor  | Vitórias | Anos                                                      |
| ------- | ----------- | -------- | --------------------------------------------------------- |
| 1       | Porsche     | 19       | 1960, 1968, 1971, 1973, 1976–1988, 2008, 2025             |
| 2       | Ferrari     | 12       | 1956, 1958, 1959, 1961–1964, 1970, 1972, 1995, 1997, 1998 |
| 3       | Audi        | 11       | 2000-2007, 2009, 2012, 2013                               |
| 4       | Nissan      | 5        | 1989–1991, 1994, 2018                                     |
| 4       | Cadillac    | 5        | 2017, 2019, 2021, 2022, 2023                              |
| 5       | Ford        | 4        | 1966–1967, 1969, 2014                                     |
| 7       | Toyota      | 2        | 1992, 1993                                                |
| 7       | BMW         | 2        | 1975, 1999                                                |
| 7       | Peugeot     | 2        | 2010, 2011                                                |
| 10      | Allard      | 1        | 1950                                                      |
| 10      | Frazer-Nash | 1        | 1952                                                      |
| 10      | Cunningham  | 1        | 1953                                                      |
| 10      | O.S.C.A.    | 1        | 1954                                                      |
| 10      | Jaguar      | 1        | 1955                                                      |
| 10      | Maserati    | 1        | 1957                                                      |
| 10      | Chaparral   | 1        | 1967                                                      |
| 10      | Oldsmobile  | 1        | 1996                                                      |
| 10      | Corvette    | 1        | 2015                                                      |
| 10      | Honda       | 1        | 2016                                                      |
| 10      | Mazda       | 1        | 2020                                                      |
| 10      | Acura       | 1        | 2024                                                      |

Fonte: